# Bahnstrecke Svendborg–Faaborg
| |                      |                                                     |                                                     |
| Streckenlänge: | 26,4 km              |                                                     |                                                     |
| Spurweite: | 1435 mm (Normalspur) |                                                     |                                                     |
| |                      |                                                     |                                                     |
| \| \| \| Bahnstrecke Svendborg–Nyborg von Nyborg \| \| \| \| \| Eisenbahnfähre nach Ærøskøbing und Rudkøbing \| \| \| \| \| \| \| \| \| 0,0 \| Svendborg DSB / Svendborg N \| Svendborg DSB / Svendborg N \| \| \| \| Bahnstrecke Odense–Svendborg nach Odense \| \| \| \| 4,0 \| Skovsbo \| Skovsbo \| \| \| 6,3 \| Egense \| Egense \| \| \| 9,1 \| Ollerup \| Ollerup \| \| \| 11,2 \| Åkilde \| Åkilde \| \| \| 12,4 \| Vester Skerninge \| Vester Skerninge \| \| \| 14,1 \| Ulbølle \| Ulbølle \| \| \| \| Anschluss A/S Jens Nielsens Maskinfabrik \| \| \| \| 17,7 \| Vester Åby \| Vester Åby \| \| \| 19,5 \| Nakkebølle \| Nakkebølle \| \| \| \| Bahnstrecke Ringe–Faaborg von Ringe (Museumsbahn) \| \| \| \| 22,1 \| Katterød \| Katterød \| \| \| \| Lucienhøj (Bedarfshaltestelle der Museumsbahn) \| \| \| \| \| Horseløkke (Bedarfshaltestelle der Museumsbahn) \| \| \| \| 25,9 \| Werkstatt / Bahnhof der Syd Fyenske Veteranjernbane \| Werkstatt / Bahnhof der Syd Fyenske Veteranjernbane \| \| \| 26,4 \| Faaborg \| Faaborg \| \| \| \| Bahnstrecke Odense–Nørre Broby–Faaborg nach Odense \| \| |                      |                                                     |                                                     |
| Strecke (außer Betrieb) |                      | Bahnstrecke Svendborg–Nyborg von Nyborg             | Bahnstrecke Svendborg–Nyborg von Nyborg             |
| Abzweig geradeaus und nach links (Strecke außer Betrieb) |                      | Eisenbahnfähre nach Ærøskøbing und Rudkøbing        | Eisenbahnfähre nach Ærøskøbing und Rudkøbing        |
| Abzweig geradeaus und nach links (Strecke außer Betrieb) · Strecke von rechts (außer Betrieb) |                      |                                                     |                                                     |
| Kopfbahnhof Strecke bis hier außer Betrieb · Kopfbahnhof Streckenende (Strecke außer Betrieb) | 0,0                  | Svendborg DSB / Svendborg N                         | Svendborg DSB / Svendborg N                         |
| Abzweig ehemals geradeaus und nach rechts |                      | Bahnstrecke Odense–Svendborg nach Odense            | Bahnstrecke Odense–Svendborg nach Odense            |
| Haltepunkt / Haltestelle (Strecke außer Betrieb) | 4,0                  | Skovsbo                                             | Skovsbo                                             |
| Bahnhof (Strecke außer Betrieb) | 6,3                  | Egense                                              | Egense                                              |
| Bahnhof (Strecke außer Betrieb) | 9,1                  | Ollerup                                             | Ollerup                                             |
| Haltepunkt / Haltestelle (Strecke außer Betrieb) | 11,2                 | Åkilde                                              | Åkilde                                              |
| Bahnhof (Strecke außer Betrieb) | 12,4                 | Vester Skerninge                                    | Vester Skerninge                                    |
| Bahnhof (Strecke außer Betrieb) | 14,1                 | Ulbølle                                             | Ulbølle                                             |
| Abzweig geradeaus und nach links (Strecke außer Betrieb) |                      | Anschluss A/S Jens Nielsens Maskinfabrik            | Anschluss A/S Jens Nielsens Maskinfabrik            |
| Bahnhof (Strecke außer Betrieb) | 17,7                 | Vester Åby                                          | Vester Åby                                          |
| Haltepunkt / Haltestelle (Strecke außer Betrieb) | 19,5                 | Nakkebølle                                          | Nakkebølle                                          |
| Abzweig ehemals geradeaus und von rechts |                      | Bahnstrecke Ringe–Faaborg von Ringe (Museumsbahn)   | Bahnstrecke Ringe–Faaborg von Ringe (Museumsbahn)   |
| Bahnhof | 22,1                 | Katterød                                            | Katterød                                            |
| Haltepunkt / Haltestelle |                      | Lucienhøj (Bedarfshaltestelle der Museumsbahn)      | Lucienhøj (Bedarfshaltestelle der Museumsbahn)      |
| Haltepunkt / Haltestelle |                      | Horseløkke (Bedarfshaltestelle der Museumsbahn)     | Horseløkke (Bedarfshaltestelle der Museumsbahn)     |
| Kopfbahnhof Strecke ab hier außer Betrieb | 25,9                 | Werkstatt / Bahnhof der Syd Fyenske Veteranjernbane | Werkstatt / Bahnhof der Syd Fyenske Veteranjernbane |
| Bahnhof (Strecke außer Betrieb) | 26,4                 | Faaborg                                             | Faaborg                                             |
| Strecke (außer Betrieb) |                      | Bahnstrecke Odense–Nørre Broby–Faaborg nach Odense  | Bahnstrecke Odense–Nørre Broby–Faaborg nach Odense  |

Die Bahnstrecke Svendborg–Faaborg war eine Eisenbahnstrecke auf der dänischen Insel Fünen. Sie führte von Faaborg nach Svendborg und wurde als Privatbahn erbaut und an die Sydfyenske Jernbaner (SFJ) verpachtet. Am 1. April 1949 wurde die Strecke von Danske Statsbaner (DSB) übernommen, die den Betrieb 1954 einstellte.

## Vorgeschichte
Nach dem Bau der Bahnstrecke Svendborg–Nyborg 1897 kam die Anlage einer Strecke von Svendborg nach Faaborg schnell auf die Tagesordnung. Im Frühjahr 1901 wurde Johannes Stensballe, der zu dieser Zeit den Bau des Wasserwerks in Svendborg als Ingenieur betreute, den Auftrag, ein Projekt für eine Eisenbahn von Svendborg nach Faaborg vorzubereiten.
Das Projekt unterschied sich deutlich von dem später ausgeführten Streckenbau. Die Strecke führte über den Marktplatz und über die Møllergade zum Gleis der Svendborg–Nyborg Banen östlich der Havnegade und dann zum vorhandenen Bahnhof. Sowohl bei den Kurvenradien und den Steigungsverhältnissen war das Projekt technisch nicht ausgereift, bei den Bedingungen in Svendborg wäre die Strecke nicht in der Lage gewesen, den Verkehr aufzunehmen.
Trotz geschätzter niedriger Baukosten war das Interesse an der Bahnstrecke bei den Landgemeinden nicht sehr hoch. Erst 1904 wurde ein Ausschuss zur Planung mit dem Tierarzt Rasmus Rasmussen Skov († 1908) als Vorsitzenden gegründet. 1905 wurde ein neuer Vorschlag für die Strecke vorbereitet und 1906 der Jernbanekommission eine Anfrage vorgelegt, nach der der Staat die Hälfte der Grundstückskosten übernehmen sollte. Als Folge wurde die nunmehrige Streckenführung in das Eisenbahngesetz vom 27. Mai 1908 aufgenommen.

## Faaborg–Svendborg Jernbaneselskab
Inzwischen war genügend Interesse für die Bildung einer Aktiengesellschaft vorhanden. Als jedoch der Vorsitzende des Ausschusses Skov 1908 starb, schlief das Projekt wieder ein. Erst 1912 wurden die Planungen unter dem neuen Vorsitzenden Graf Ahlefeldt-Laurvig-Lehn aus Hvidkilde weitergeführt. Es wurden neue Perspektiven erarbeitet und die endgültige Streckenführung festgelegt. Der Entwurf für den Streckenbau war durch Stensballe ausgearbeitet worden, der inzwischen Streckeningenieur von Sydfyenske Jernbaner (SFJ) war. Die Eingabe erfolgte am 23. April 1912.
Am 15. Juni 1914 erhielt die Faaborg–Svendborg Jernbaneselskab (auch Svendborg–Fåborg Jernbaneselskab (SFB)) die Konzession für den Betrieb. Nach dem Bau erfolgte der Betrieb ab der Eröffnung durch SFJ. Der Vertrag vom 20. August 1914 mit SFJ, genehmigt durch das Ministerium für öffentliche Arbeiten am 29. September 1914, sah vor, dass nicht weniger als vier Personenzüge täglich in jede Richtung zu fahren sind sowie die bei der Bahn vorhandenen Fahrzeuge in anderen Bereichen von SFJ verwendet werden können. Der Pachtzins für die Strecke betrug drei Prozent.
Gebaut wurde nur das Gleis zwischen Svendborg und Katterød. Zwischen Katterød und Faaborg verwendete die SFB das seit 1882 vorhandene Gleis der Bahnstrecke Ringe–Faaborg. Im Verlauf dieses Abschnittes wurden Grundstücke beschafft und der Bau eines zweiten Gleises geplant. Der Bau des zweiten Gleises kam jedoch nicht zur Ausführung.
Allerdings wurde In Katterød, wo bisher nur ein Bahnwärterhaus mit einer Fahrkartenverkaufsstelle bestand, ein neuer Abzweigbahnhof gebaut.
Die Strecke wurde am 25. November 1916 dem Betrieb übergeben und bestand aus den Abschnitten Svendborg–Katterød mit 22,1 km Länge mit Kiesunterbau sowie Katterød–Faaborg mit 4,3 km Länge mit Schotterunterbau, somit insgesamt 26,4 km. Die Kosten für den Bau beliefen sich auf 1.397.000 Kronen.
Alle fünf Zwischenbahnhöfe (Egense, Ollerup, Vester Skerninge, Ulbølle und Vester Åby) hatten Kreuzungsgleise und Ladegleise mit Seitenrampe und Kopframpe sowie teilweise private Lagerhäuser. Die drei Haltepunkte besaßen hölzerne Wartehäuschen mit einem auf hölzernen Säulen gelagerten Vordach, Åkilde und Nakkebølle hatten zudem ein Kreuzungsgleis.

## Übernahme durch Danske Statsbaner
Am 1. April 1949 wurde die Strecke von Danske Statsbaner (DSB) übernommen. Bereits am 22. Mai 1954 erfolgte die Einstellung des Betriebes.

## Erhaltene Gebäude und Streckenteile

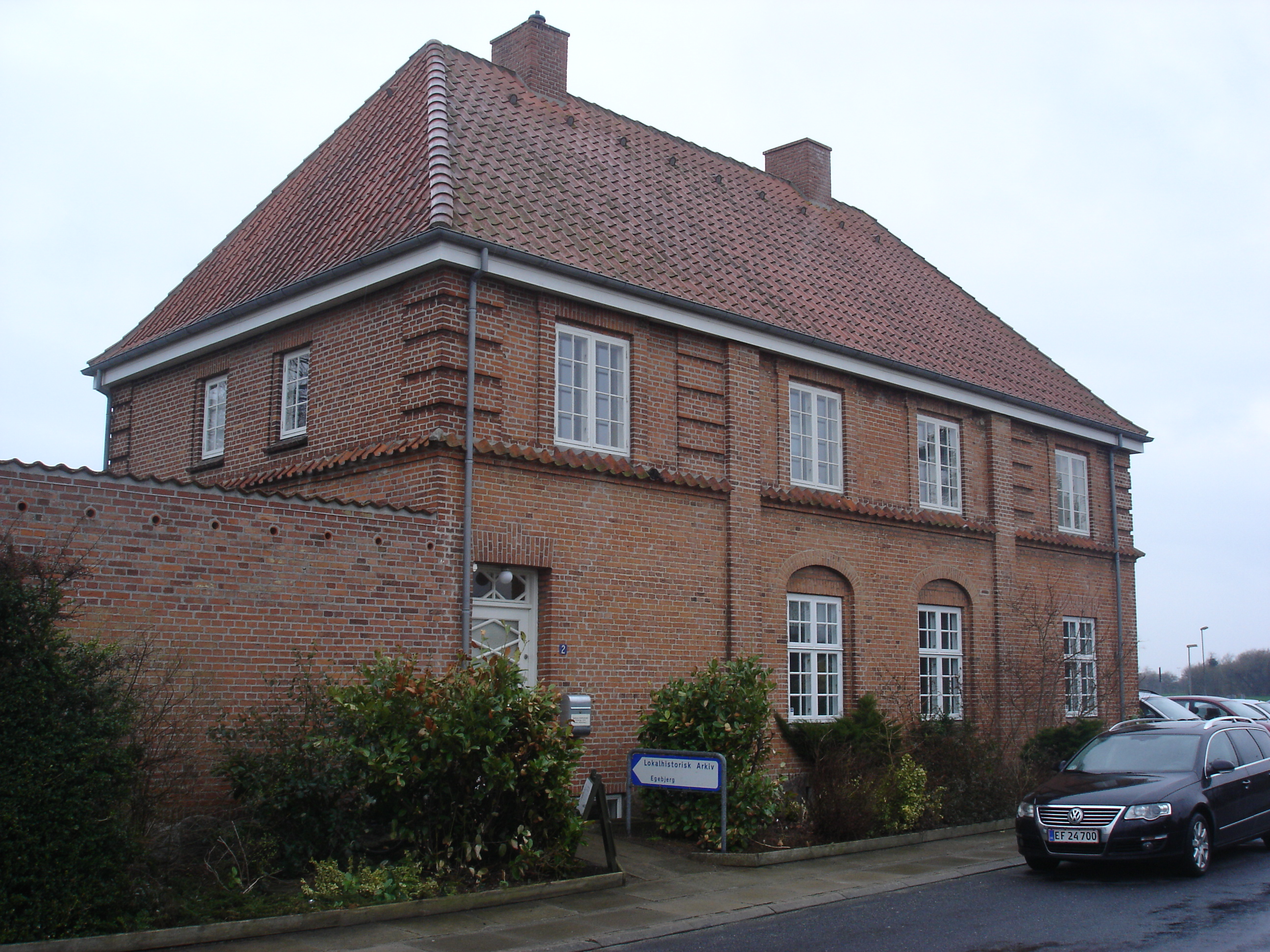
Im Bahnhof Vester Skerninge ist ein Archiv untergebracht

Alle fünf Bahnhofsgebäude sind heute noch erhalten und werden genutzt. Vor dem Bahnhof in Faaborg ist ein Omnibusbahnhof eingerichtet. Drei Kilometer des Bahndammes sind erhalten und zugänglich. die Hälfte dieser Strecke befindet sich westlich von Svendborg, wo der Øhavsstien dem Damm 1 ½ km folgt.